# Carmen Berenguer Alcón
Carmen Berenguer Alcón (Valencia, 12 de agosto de 1962-Valencia, 21 de marzo de 2014), fue una pintora española considerada postmodernista. Destacada artista de su generación, teniendo en cuenta que con solo 22 años ya estaba participando en exposiciones colectivas de galerías de arte tan significativas como la Galería Edgar Neville. En varias ocasiones la artista se reiteraba al decir que al mundo del arte le hace falta cultura, como aparece en la entrevista que le hicieron en la cartelera del Levante.
Galardonada por los más importantes premios de España y algunos de allende sus fronteras, habiendo tenido muchos de ellos incluso antes de concluir su carrera. Fue una avanzada de su promoción y no precisamente por las máximas calificaciones académicas. Primer premio del Certamen Nacional de Artes Plásticas, del Ministerio de Cultura, Pintura y Dibujo y, beca del Ministerio de Cultura a Jóvenes Artistas Plásticos, Madrid; así como un largo etcétera. 
Fue gracias al premio-beca de Kumsler Hans Betanien, de Berlín que en 1990 se fue a Alemania en donde pasó un año, del que a su vuelta comentaba en una entrevista.

¿Que encontró en Berlin? - La autorreflexión por mis problemas con la lengua. Soy una persona muy habladora, y vivir en un lugar donde no te entienden... Me hizo reflexionar sobre mi trabajo. Me ayudó a conocerme y a confiar más en mi trabajo.

Perteneció al Grup Violeta, que fue el telón de fondo de las bodas de oro del Instituto San Vicente Ferrer, Valencia, fundado en 1933. (Dicho grupo expuso sus obras para conmemorar el acontecimiento).

Mi pintura soy yo. Creo que hago algo personal y eso es lo más importante para un artista. Cuando veo exposiciones por ahí, me siento satisfecha de mi obra porque sé es identificable.

Desde 1994 estudió temas relacionados con la zoología y la zoomorfología, especialmente reptiles y anfibios, aplicando parte de estos conocimientos en el campo de la plástica.

## Estilo y técnica
Mi técnica es generalmente mixta: acrílica y óleo y esmalte sintético. Mi carga, matérica, a base de pigmentos, como tenax y conseland, minerales, con arenas de diversos grosores y tierras aglutinadas, colas y esmaltes, óleo sintético, acrílicos y lacas de poliuretano.

Aparte de la explicación que ella misma daba sobre su técnica, deberíamos hacer algunas citas de profesores, críticos de arte y galeristas para poder valorarla mejor:
Juan J. Barberá, profesor de Técnicas de Creación Pictórica, de la Universidad de Valencia decía 

Su tratamiento pictórico, de cuidada factura en grises fríos arropados por ocres, negros, blancos y tonalidades brillantes doradas o plateadas. Sus cuadros huelen a tierra mojada y recuerdan la herencia de una cultura primitivista, arcana.

De técnica mixta, de profesión matérica, de grandes formatos, de colores primarios pero pigmentados, sucios de minerales, texturas recargadas y gestualidad, a pesar de ostentosa y espontánea.

..La obra de Carmen Berenguer, según Miguel Cerdá, propietario de la Galería Norai, se podría enmarcar dentro de un expresionismo, tocando un mundo bastante personal, incluso a veces un poco surrealista. es pintura muy tratada en cuanto a materia, de forma muy espesa.

En ocasiones mutila las figuras porque considera que un cuerpo puede ser un trazo. Con tal formulación, Carmen Berenguer desarrolla una filosofía basada en la fealdad como propósito estético. Sus inquietudes innovadoras le llevan a utilizar técnicas mixtas a base de colores acrílicos, óleo y esmalte sintético. Recoge el legado del expresionismo abstracto.

Dentro de un expresionismo realista aporta, más que forma, color. Cuenta con un amplio conocimiento de la composición y de la definición matérica. Inicióse en el expresionismo gestual para pasar a una pintura plana, textural y clara, emparentada con el pop. De gran sensibilidad y de profundo lirismo. De abierto carácter que le impulsa a la expresión sincera y por el dominio de la técnica pictórica. Nadie como ella ha sabido pintar mujeres atávicas de forma moldeada tan distinta de otras bellas, con belleza renacentista

## Exposiciones

### Exposiciones individuales
- 1985 - Museo de Requena, Valencia. “Historias en la ducha” Cïrculo B. Artes, Valencia.
- 1986 - Galería Norai. Pollensa, Mallorca.
- 1987 - Galería Once. Alicante. Larraya, Valencia. Ayuntamiento de Bellreguard, Valencia.
- 1989 - Galería My Name´s Lolita. Valencia.
- 1990 - Galería Esse.Koln, Deutschland.
- 1991 - Galería Xavier Fioll. Palma de Mallorca.
- 1992 - Galería My Name´s Lolita. Valencia.
- 1993 - Muralla Bizantina. Cartagena[10]
- 1994 - Galería My Name´s Lolita. Valencia[11]
- 1996 - Galería Por amor â arte. Porto, Portugal.
- 1997 - Galería My Name’s Lolita. Valencia.
- 1999 - Galería Por amor â arte. Porto, Portugal.
- 2010 - Xd. Caixa Rural de Torrent[12]

### Exposiciones colectivas (selección)
- 1984 - “Laberinto”. Galería Edgar Neville, Alfafar. “Tolerados y cómplices”, Galería Presilla, Valencia. V Bienal de pintura joven, Atarazanas, Barcelona. XXVI Premio Senyera de pintura Ayuntamiento de Valencia.

- 1985 -  Sala El Palau.Paterna, Valencia. “El arte es helarte”. Galería Temple. Valencia. INTERARTE, stand de la crítica. Valencia. III Bienal de pintura de Alfafar. Valencia. III Bienal de pintura. Logroño.

- 1986 - “Situazione cont. spagnola”. Itinerante italiana. “Siete imágenes de mujer”. Círculo Bellas Artes Valencia. “Sangre y arena”. Plaza de toros. Valencia. “Plensa, Morea y Berenguer”. Galería Norai. Mallorca. INTERARTE, stands Valencia-arte y ayuntamiento de Valencia. Biennale Jóvenes Artistas del Mediterráneo. Tesalónica.
- 1987 - “Nou xilografíes, nou pintors”. Galería Norai. Mallorca. “I Encuentros plásticos ciudad de Cencero”. Logroño.  “Jóvenes pintores”. Universidad de Alicante. Muestra de arte joven. Círculo de BB AA. Madrid.[13] “Proyectos arte y medio ambiente”. Sala Amadís, Madrid. ARCO stand Ministerio de cultura, Madrid.
- 1988 - Galería Colon quatre. Castellón. Galería My Name´s Lolita. Valencia. Galería Dau al set.[14] Barcelona. INTERARTE stands Galería Norai y Valencia-arte. Galería Luis Adelantado. Valencia.  “Indice”. Galería Luis Adelantado. Valencia.
- 1989 - “Finisecular”.Casa cultura. Mislata. CITAC, Talleres int. jóvenes art. europeos. Bellreguard. CITAC. Sala Parpalló. Valencia. Certamen pintura L´Oreal. Casa Velázquez. Madrid. Palacio de Bellvedere, Valencia.
- 1990 - Galería My Name´s Lolita. Valencia. II Bienal ates plásticas de La Rioja, Logroño.[15] Feria de Hannover, stand galería Esse.Deutschland.  INTERARTE, stand galería My Name´s Lolita. Valencia.
- 1991 - ARCO, stand gal. My Name´s Lolita, Madrid. “Al oeste”, club diario Levante. Valencia.
- 1992 - ARCO, stand gal. My Name´s Lolita, Madrid.  “Propuesta intergen entre los 80 y los 90”, pabellón EXPO, Sevilla. Certamen de pintura L´Oreal, Palacio Velázquez, Madrid.
- 1995 - “SIDA-AIDS”. Galería La esfera azul, Valencia. “Pintores valencianos contemporáneos”, Atarazanas de Valencia.
- 1996 - ARCO, stand Por Amor al Arte, Madrid.
- 1998 - “10 años de Lolita. Galería My Name’s Lolita, Valencia. ARCO, stand Por Amor al Arte, Madrid.
- 1999 - “Mujer múltiple” Museo de la Ciudad, Ayuntamiento de Valencia.  Art a l’Hotel. Galería por Amor a Arte, Valencia.[16]
- 2011 - Día de la mujer. Atarazanas de Valencia.[16]

## Obra en museos y centros públicos
Diseña para el polideportivo de Almusafes un mural cerámico de 44 metros cuadrados, cuya realización corrió a cargo del pintor y profesor de Bellas Artes, Ramón Puig Benlloch y del catedrático de Cerámica de la Escuela de Artes y Oficios de Valencia, Enric Mestre.
Mural en el pabellón de San Fernando de Valencia, en unión con los otros tres miembros del Grup Violeta.
Los fondos del Ayuntamiento de Valencia cuentan desde 1990 con obra de Carmen Berenguer, en el palacio de Bellvedere.

## Ilustraciones
- 1987: Libro de “Los ojos del dragón”, de Luís-Pedro Gallego (editorial Malvarrosa).
- 1987: Libro titulado “El huevo de Féniz”, de Andrés Morris.
- 1987:  “Valencia a todas horas”, guía escrita por R. Marc, de la editorial Arnau.
- 1988: En la revista “Arts Valentia”
- 1989 a 2009: En las revistas “Dimens Arts”
- 1997: Ilustración y textos de la receta Friture de mouches (cuandolafiebre) para el libro Cocinarte. Depósito legal: V-3870-1997
- 1998: Ilustración para portada revista Reutil n.º 9. Realizado por Filmac. Depósito legal: V-4393-95
- 2000: Ilustraciones para el CD multimedia "Tic-Tac Crono: juguemos a compartir” del ayuntamiento de Traiguera. Realizado por Filmac. ISBN 84-699-3605-0
- 2011 a 2014: En la revista “Arte en Valencia”.
- “Archival”, portada de una de sus ediciones.

## Premios y becas
- 1982: Primer premio pintura “ciudad de Almusafes”. Valencia,
- 1983: Premio extraordinario mejor obra, Certamen nacional juvenil artes plásticas. Madrid.
- 1984: Primer premio pintura de Picaña. Valencia. Primer premio de pintura Estil. Valencia. Obra premiada IX muestra pintura de Gandía. Finalista I certamen pintura de Denia. Valencia. Finalista I certamen pintura “lienzos levante”. Sevilla
- 1985: Primer premio de dibujo y de pintura certamen nacional juvenil artes plásticas. Madrid. Primer premio de pintura villa de Pego, Alicante. Beca ministerio de cultura para jóvenes artistas. Madrid.
- 1986: Finalista premio Revelación, revista Correo del arte, Madrid. Finalista XX Bienal de pintura de Moncada.
- 1990-92: Kunstler Haus Betanien. Berlín